# اندری (کمون)
اندری (به فرانسوی: Andryes) یک کمون در فرانسه است که در canton of Coulanges-sur-Yonne واقع شده‌است. اندری ۲۹٫۷۹ کیلومتر مربع مساحت دارد.